# Huaraz (tỉnh)
Tỉnh Huaraz (tiếng Tây Ban Nha: Provincia de Huaraz) là một tỉnh thuộc vùng Ancash của Peru. Tỉnh Huaraz có diện tích 2493 km², dân số thời điểm theo điều tra dân số ngày 11 tháng 7 năm 1993 là 121028 người. Tỉnh lỵ đóng ở Huaraz.